# Calvi (Alta Córsega)
Calvi é uma cidade francesa que fica na região administrativa da Córsega, no departamento da Alta Córsega (Haute-Corse).  

## Geografia

### Localização
Situada na extremidade nordeste da ilha, em direcção ao litoral da Costa Azul, beneficiando de condições climáticas favoráveis e envolta numa paisagem de beleza, a pequena cidade de Calvi ocupa uma posição privilegiada na Córsega. Calvi tornou-se a capital económica e turística da Balagna e é hoje em dia um dos dois pólos turísticos da região da Córsega, sendo que o outro pólo é Porto-Vecchio.
A cidade, bem como toda a região da Balagne, são submetidos aos ventos marítimos. Chove muito pouco, o que explica a seca estival e os grandes incêndios que occorem a cada ano (37 dias por ano com chuva >5 mm). O seu clima ameno, as suas praias de areia branca, a cadeia de montanhas que é uma das mais altas da Córsega, a sua cidadela imponente, o seu passado histórico, os seus portos marítimos e o aeroporto internacional são os motivos do seu desenvolvimento.
Fazendo fronteira a oeste com o concelho de Lumio e a sul com o de Calenzana, o território de Calvi tem uma vasta fachada marítima. 
A cidade de Calvi divide-se em duas secções: a parte mais alta da cidade:Haute ville (a Cidadela), e a Baixa. Desde há muito pouco tempo, o centro vital da cidade deslocou-se para a zona sul da cidade. Entre os dois supermercados existentes, foram criados numerosos comércios e serviços, construídos vários imóveis novos e um banco mudou mesmo de sítio a sua agência que se localizava anteriormente na Baixa.

### Clima
Calvi tem um clima mediterrânico, com Invernos amenos e húmidos e Verões quentes e secos.

## História
As escavações arqueológicas provaram que a baía foi ocupada desde a era neolítica (5 000 a 2 500 anos a.C.). Com o Império Romano, a paz permitiu as trocas entre as cidades marítimas. Aberta ao mercado marítimo, Calvi tornou-se também uma base estratégica. 
Ao longo da segunda metade do século XIII, uma guerra entre nobres levou à construção da parte alta da cidade. Depois de uma breve época sobre o domínio do rei Alphone V d'Aragão, Calvi ficou em 1453 sobre o controlo da Administração de S.Jorge, que a cerca com as sólidas muralhas da cidadela para se proteger de preseumíveis ataques. Até ao século XVIII, a cidade manteve-se fiel aos genoveses, de onde nasceu a divisa « Civitas Calvi Semper Fidelis ». Laurent Giubega, padrinho de Napoleão, refugiou-se em Calvi, quando a cidade se tornou fiel aos franceses, durante dois meses (maio a junho de 1793), pois tinha sido perseguido em Ajaccio pelos paolistas. Calvi resistiu durante dois meses contra Pasquale Paoli e os seus aliados ingleses em 1794. Depois de ter resistidp aos ingleses, Calvi esteve no entanto sobre a tutela britânica durante dois anos. Voltando a ser francesa, Calvi manteve uma fortaleza militar desde 1938 à sua libertação. 
Existem rumores de que Cristóvão Colombo nasceu em Calvi, onde se podem encontrar diversos monumentos dedicados ao mesmo.
Desde 1967, a cidade acolhe o 2º regimento de paraquedistas da Legião Estrangeira.

### Dialecto
A língua falada pelos habitantes de Calvi é uma forma de dialecto da Córsega, resultado da sobreposição do latim, do toscano, do genovês, e dos diferentes dialectos da vizinha Balagne.

## Economia

### Turismo
A economia de Calvi é essencialmente baseada no turismo estival, o que lhe proporciona uma economia frágil e até mesmo precária, pois apenas proporciona aos seus habitantes trabalhos sazonais. Com efeito, a região de Calvi regista a maior taxa de desemprego da ilha (+ de 15 %).
Os meses de Julho e Agosto são mais propícios a férias familiares, enquanto que os meses de Junho e Setembro são meses em que os grupos de faixa etária da 3ªidade visitam mais a ilha.